# 1587 год в науке
В 1587 году произошли различные научные и технологические события, некоторые из которых представлены ниже.

## События
- Третье плавание Джона Дэвиса в поисках Северо-Западного прохода[1].

## Публикации
- Итальянский философ хорватского происхождения Франческо Патрици издал трактат «Новая геометрия» (Della nuova geometria) в качестве первой части труда «Философия природы вещей» (Philosophia de rerum natura).

## Родились
См. также: Категория:Родившиеся в 1587 году
- 5 января —  Сюй Сякэ, китайский исследователь и географ (умер в 1641 году).
- 8 января —  Йоханнес Фабрициус, саксонский астроном (умер в 1616 году).
- 22 октября —  Иоахим Юнг, немецкий математик, ботаник и философ (умер в 1657 году).
- (?) — Сун Инсин, китайский энциклопедист и мыслитель (умер в 1666 году).

## Скончались
См. также: Категория:Умершие в 1587 году
- 28 января — Франсиско Эрнандес де Толедо, испанский врач и натуралист (род. в 1514 году)
- Джон Фокс — английский историк и мартиролог, автор «Книги мучеников Фокса» (род в 1516 или 1517 году).